# 福島孝徳
福島 孝徳（ふくしま たかのり、1942年〈昭和17年〉10月15日 - 2024年〈令和6年〉3月19日）は、日本の脳神経外科医。脳腫瘍に対する「鍵穴手術」の考案者として知られる。
カロライナ脳神経研究所、デューク大学、ウェストバージニア大学、カロリンスカ研究所、マルセイユ大学、フランクフルト大学教授を兼任していた。

## 略歴
神職で明治神宮の宮司であり、明治記念館の館長も20年以上勤め、戦後は空襲で焼失した明治神宮社殿の復興に、復興奉賛会事務局長などの立場で尽力した福島信義の次男として生まれる。
父が禰宜を務めていた当時の1958年（昭和33）年10月31日に明治神宮本殿が戦災から再建されて御祭神を仮本殿から移す『本殿遷座祭遷御の儀』の際には、当時16歳だった孝徳も参列者の一人として儀式を見学していた。
東京大学病院の内科医師である叔父に憧れ、都立戸山高等学校を経て東大医学部に入学した。東京大学病院研修医の時に世界で初めて内視鏡を使った脳の病気の診断を行い、様々な症状の原因を解明した。東京警察病院に勤務後西ドイツに留学した。そこで脳外科の限界を思い知らされる。
1978年に帰国し三井記念病院脳神経外科部長に就任した。頭部を大きく切開することなく、数センチメートルほどの小さな穴から顕微鏡を使い巧みに脳腫瘍を切除、縫合する鍵穴手術（キーホール・オペレーション）の確立に着手した。現在200点にも及ぶ、鍵穴手術に必要な脳外科手術用の顕微鏡や器具の開発を医療機器メーカーと共同で行いつつ、更なる臨床経験を積むため全国の病院を回り、多い時で一日11人年間900件にも及ぶ手術を手掛けていく。
1985年に鍵穴手術を確立するも、臨床が重視されず、論文の数と人脈が医師の評価基準とされる日本の医学界に疑問を持つようになる。48歳の時南カリフォルニア大学医療センターより脳神経外科教授のオファーを受け渡米した。臨床実績が評価される土壌で、鍵穴手術を用いて多くの難手術を成功させる手腕から「神の手を持つ男」「ゴッドハンド」や「侍ドクター」と呼ばれた。数件の大学病院を回った後ノースカロライナ州へ場を移し、脳外科症例数全米1位のデューク大学へ脳神経外科教授として就任。
生前はデューク大学教授の傍ら、世界中を回り難易度の高い脳腫瘍手術、診察を行っていた。また、全国の脳外科医を集めたセミナーの自費主催、設備水準の低い病院の医療機器購入を援助するなど、後進育成と高度な医療を受けられる環境作りに熱心であった。またアメリカのみならず日本やヨーロッパなど、自分の力が必要と言われれば世界中の病院に足を運び、脳腫瘍だけでなく脳動脈瘤や三叉神経痛などの手術も行い、これまでに20,000人以上の命を救ってきた。
クリッピング手術の権威上山博康とは、若い時から互いに意識し合うライバル関係にあったが、福島が脳腫瘍手術の権威、上山が脳動脈瘤手術の権威となった現在は、互いに認め合い、共同でセミナーを開催し若い医師の教育を行っている。
若い医師の育成に熱心であり、生前には年に2回アメリカで脳外科医のための解剖・手術に関わるセミナーを開いており、日本から学びに来る医師の留学費用の援助までした。同じくクリッピング手術の権威である佐野公俊は、高校時代の後輩であり、かつて森山記念病院東京脳神経センター病院の「福島孝徳脳神経センター」で、佐野が脳動脈瘤手術センターをそれぞれ開設していた。
2006年10月に開院した東京クリニックを日本での拠点の一つとする。2007年に千葉県に塩田病院附属福島孝徳記念クリニックが開院した。2009年7月に47床への増床（102床までの許可）により福島孝徳記念病院に改称し、2009年には年間手術件数が500を超え、良性脳腫瘍については日本で最多となった。
2012年5月2日に、経営母体の医療法人SHIODAとの間で、運営方針をめぐり相違があったことを理由に、千葉県の塩田病院附属福島孝徳記念病院の運営から離脱し、福島孝徳脳神経センターは、東京都江戸川区の森山記念病院 と神奈川県川崎市の新百合ヶ丘総合病院に移転した。千葉県の福島孝徳記念病院は、塩田記念病院に名称変更となった。
さらに東京クリニック、総合南東北病院、総合東京病院にも福島孝徳 脳神経センターを開設した。現在は森山記念病院東京脳神経センター病院を日本国内の拠点とし、各地の病院で活動しており、福島が国内手術等活動を行う日本全国の15病院の一部には、福島孝徳 脳神経センターが、社会医療法人孝仁会 北海道大野記念病院　福島孝徳脳腫瘍・頭蓋底センター（北海道札幌市）、社会医療法人社団森山医会　東京脳神経センター病院付属　福島孝徳神経センター、南東北病院グループ 医療法人社団　三成会 新百合ケ丘総合病院 脳神経外科　福島記念 脳腫瘍・頭蓋底センター（神奈川県川崎市）、南東北病院グループ　医療法人財団　健貢会　総合東京病院　脳神経外科　福島孝徳　脳腫瘍センター（東京都中野区）、晃友脳神経外科眼科病院（神奈川県相模原市）に設置された。
2020年7月11日をもって、福島孝徳と神奈川県川崎市の新百合ヶ丘総合病院の提携が終了した。理由としては、新百合ヶ丘総合病院の経営方針変更により、同院が頭部外傷及び脊髄手術が専門の病院となり、福島の脳腫瘍手術や頭蓋底手術、鍵穴神経血管減圧術の実施が困難となったためとしている。
2024年3月19日、米国にて死去したことが公表され、同月22日には福島の遺志により、公式サイトの継続が発表された。81歳没。

## 年表
- 1961年 - 東京都立戸山高等学校卒業
- 1968年 - 東京大学医学部卒業
- 1968年 - 東京大学医学部附属病院 脳神経外科臨床・研究助手
- 1973年 - ベルリン自由大学 Steglitzクリニック脳神経外科研究フェロー
- 1975年 - メイヨー・クリニック脳神経外科臨床・研究フェロー
- 1978年 - 東京大学医学部附属病院脳神経外科
- 1980年 - 三井記念病院脳神経外科部長 頭蓋底の鍵穴手術（キーホール・オペレーション）を確立
- 1991年 - 南カリフォルニア大学医療センター 脳神経外科教授
- 1994年 - ペンシルベニア医科大学アルゲーニ総合病院 脳神経外科教授、アルゲーニ脳神経研究所頭蓋底手術センター部長
- 1998年 - カロライナ頭蓋底手術センター所長 カロライナ脳神経研究所所長 カロライナ耳研究所共同所長
- 2006年 - 東京大手町東京クリニックの運営に参画・指導開始
- 2007年 - 千葉県に塩田病院附属福島孝徳記念クリニックが開院
- 2009年 - 増床により塩田病院附属福島孝徳記念病院に改称
- 2012年 - 塩田病院附属福島孝徳記念病院の運営から離脱した。福島孝徳脳神経センターは、東京都江戸川区の森山記念病院及び 神奈川県川崎市の新百合ヶ丘総合病院に移転した。
- 2016年 - 森山記念病院から東京脳神経センター病院へ「福島孝徳脳神経センター」を移転させ、８月１日より脳神経外科手術患者を受け入れ、日本国内の拠点としている。
- 2017年 - 日本全国の14病院にある福島孝徳 脳神経センターでは、2年間の初期研修（スーパーローテーション）を終了した若手医師を対象に、脳神経外科最新技術を学ぶための、専門を絞った4年間の後期研修医（レジデント）募集[21]
- 2020年 - 福島孝徳と新百合ヶ丘総合病院の提携が終了し、新百合ヶ丘総合病院「福島記念 脳腫瘍・頭蓋底センター」を閉院。
- 2022年12月1日 - 神奈川県相模原市緑区下九沢に「脳神経外科　福島孝徳記念クリニック」 を開院。
- 2024年3月19日 - 死去[17]。

## 人物
- 若い頃からドラムを演奏している。
- 取材や講演会では一人称を「福島先生」としている。
- 移動中以外は殆ど睡眠をとることはなく、「人の2倍働き3倍努力する」をモットーとしている。
- 英語をはじめ複数の言語を操るマルチリンガルであり、「流暢でなくてもよいから、少なくとも5カ国語でコミュニケーションを取れるべき」と考えている。
- ハーバード大学教授の荻野周史が、アルゲーニ総合病院（英語版）にて研修中、同病院脳神経外科教授であった福島孝徳に出会い、多大な影響を受けたと述べている。
- 2007年に自身の生い立ちが「神の手を持つ男」として漫画化された。

## 書籍

### 著書
- 『脳ドック 最新検査で異常をチェック』（共著者:田辺功）（1992年5月8日、西村書店）ISBN 9784890131723
  - 『脳ドック 最新検査で異常をチェック 新訂版』（共著者:田辺功）（1993年4月20日、西村書店）ISBN 9784890131945
- 『40才からの頭の健康診断 脳ドック 人間ドックだけでは足りない』（共著者:田辺功）（2001年12月25日、西村書店）ISBN 9784890135936
  - 『40才からの頭の健康診断 脳ドック最新版 人間ドックだけでは足りない』（共著者:田辺功）（2006年12月12日、西村書店）ISBN 9784890136087
- 『神の手の提言 日本医療に必要な改革』（2009年3月11日、角川書店）ISBN 9784047101708
- 『頭蓋底 局所解剖アトラス 特装版 手術が見える・わかる・できる』（共著者:鰐渕昌彦）（2009年11月1日、メディカ出版）ISBN 9784840429733
- 『パーキンソン病に勝つ！ 福島孝徳がすすめる奇跡の治療』（共著者:清家真人）（2012年6月22日、徳間書店）ISBN 9784198634292
- 『からだにやさしい がん治療の本 PETCTによる診断とサイバーナイフの治療 がん治療シリーズ 1』（共著者:宮崎紳一郎）（2015年4月1日、近代セールス社）ISBN 9784765014960
- 『サイバーナイフによる定位放射線治療 がん治療の120症例にみる症状緩和の実際 がん治療シリーズ 2』（共著者:宮崎紳一郎）（2016年10月1日、近代セールス社）ISBN 9784765020527
- 『乳がん・子宮がんに負けないために 手術できない・再発・転移がんをどうするか』（共著者:宮崎紳一郎）（2017年11月1日、近代セールス社）ISBN 9784765020862
- 『闘いつづける力 現役50年、「神の手」を持つ脳外科医の終わらない挑戦』（2018年2月1日、徳間書店）ISBN 9784198645090
- 『からだにやさしい 耳・鼻・喉・口・眼のがん治療 サイバーナイフの治療で形態と機能を温存する』（共著者:宮崎紳一郎）（2018年5月17日、近代セールス社）ISBN 9784765021081
- 『からだにやさしい 脳・脳神経・脊髄疾患のサイバーナイフ治療 症状の回復と機能の温存を目指して』（共著者:宮崎紳一郎）（2018年11月15日、近代セールス社）ISBN 9784765021241
- 『からだにやさしい 肺がんと胸部疾患のサイバーナイフ治療 定位放射線の特性を生かし症状を緩和する』（共著者:宮崎紳一郎）（2019年11月1日、近代セールス社）ISBN 9784765021609
- 『サイバーナイフで治療する脳・頭蓋骨・頭蓋底・脊椎のがん転移 腫瘍の制御・縮小と症状の改善・回復を目指す』（共著者:宮崎紳一郎）（2020年10月9日、近代セールス社）ISBN 9784765021937
- 『サイバーナイフで治療する甲状腺がんの転移性腫瘍 ピンポイント照射で腫瘍の制御・縮小を目指す』（共著者:宮崎紳一郎）（2021年12月15日、近代セールス社）ISBN 9784765023290

### 監修
- 『奇跡の治療 神の手を持つ男のメッセージ』（漫画:須本壮一）（2014年5月22日、双葉社）ISBN 9784575306712 - コミック
- 『奇跡の治療 命を救う手術』（漫画:須本壮一）（2014年9月18日、双葉社）ISBN 9784575307337 - コミック

### 雑誌
- 『神の手を持つ男』コミックチャージ（角川書店）2007年1号 - 2008年9号連載、(監修:福島孝徳、作画:本そういち)) 全2巻

### 関連書籍
- 『ラストホープ 福島孝徳 「神の手」と呼ばれる世界TOPの脳外科医』（編者:TBS特別番組取材班 徳間書店取材班）（2004年3月31日、徳間書店）ISBN 9784198618384
- 『福島孝徳 脳外科医 奇跡の指先 すべてを患者さんのために』（編者:PHP研究所取材班）（2005年2月16日、PHP研究所）ISBN 9784569634340
  - 『福島孝徳 脳外科医 奇跡の指先 すべてを患者さんのために』（編者:PHP研究所取材班）（2008年1月24日、PHP研究所 PHP文庫）ISBN 9784569669694
- 『神の手のミッション福島孝徳 すべてを患者さんのために奉げた男』（編者:徳間書店取材班）（2008年7月31日、徳間書店）ISBN 9784198625634
- 『福島孝徳とチームプロトン 陽子線が拓く21世紀のがん治療』（編者:徳間書店取材班）（2009年12月1日、徳間書店）ISBN 9784198628659

## 出演番組
- 情熱大陸（2003年5月11日、毎日放送）
- 世界のブラックジャックを探せ!（2003年、TBSテレビ）
- これが世界のスーパードクター（TBS）
  - 「これが世界のスーパードクター（水曜プレミア枠）」（2005年2月2日）
  - 「これが世界のスーパードクター2」
  - 「これが世界のスーパードクター3」（2005年9月23日）
  - 「これが世界のスーパードクター4」（2006年3月18日）
  - 「これが世界のスーパードクター5」（2006年10月10日）
  - 「これが世界のスーパードクター6」（2007年3月10日）
  - 「これが世界のスーパードクター7」（2007年9月26日・アンコール2010年12月29日）
  - 「これが世界のスーパードクター8」（2008年3月25日）
  - 「これが世界のスーパードクター9」（2008年10月8日）
  - 「これが世界のスーパードクター10 （バラエティーニュース キミハ・ブレイク枠）」（2009年4月28日）
  - 「これが世界のスーパードクター11」（2009年9月29日）
  - 「これが世界のスーパードクター12」（2010年3月30日）
  - 「これが世界のスーパードクター13」（2010年9月27日）
  - 「これが世界のスーパードクター14」（2011年3月22日）
  - 「これが世界のスーパードクター特別編」（2011年3月21日）
- 主治医が見つかる診療所（テレビ東京）
  - 主治医が見つかる診療所（2005年9月26日）
  - 主治医が見つかる診療所（2005年12月12日）
  - 主治医が見つかる診療所（2006年4月10日）
  - 主治医が見つかる診療所（2007年6月25日）
  - 主治医が見つかる診療所（2008年1月7日）
- 日経スペシャル ガイアの夜明け 名医を育てろ 〜伝承せよ! 医の技術〜（2005年9月27日、テレビ東京）[22]。- 和白病院で学閥に関係なく全国から患者と主治医をセットで受け入れ、さらに世界的な脳外科医が指導にあたる取組を取材。
- スーパーJチャンネル（テレビ朝日）
  - 「3患者同時手術の驚異 4cmの巨大腫よう命の危機に立ち向かう超絶技で次々取り出し」（2008年6月20日）
  - 「神の手を持つ外科医 (2) 巨大脳腫ようの難手術“これ以上は危険だ”秘策サイバーナイフが放射線で患部狙い撃」（2008年6月27日）
  - 「神の手が難敵に挑む“先生に命託します”大学生の青年を襲った危険な脳腫瘍“グリオーマ”超難手術の結末」（2008年7月25日）
  - 「40代女性の超難関手術に密着」前後編（2007年10月12日・19日）
  - 「神の手の異名を持つ名医・福島孝徳医師に密着」（2010年10月11日）
  - 「神の手の異名を持つ名医・福島孝徳医師に密着」（2010年11月15日）
  - 「生死をわける難関手術 ミリ単位の壮絶な闘い 命の危機・・・26歳の女性」（2011年2月24日）
- スッキリ!!（2008年8月7日、日本テレビ）
- 人生が変わる1分間の深イイ話（2009年3月16日、日本テレビ）
- 報道特集（2009年5月30日、TBS）
- 世界を変える100人の日本人! JAPAN☆ALLSTARS（2009年6月19日、テレビ東京）「2万人の命を救ったラストホープ! 熱き心と『神の手』を持つ男」
- 紳助・徳光の一枚の写真（2010年2月28日、九州朝日放送）
- この日本人がスゴイらしい。 Brand New Japan（2010年10月22日、テレビ東京）
- ワイド!スクランブル（2010年11月4日・2009年11月4日、テレビ朝日）
- ザ!世界仰天ニュース（2010年11月25日、日本テレビ）
- 福島県のために（2012年2月25日、福島中央テレビ）
- ありえへん∞世界「23000人の命を救ったドクター」（2013年1月8日、テレビ東京）
- 夏目と右腕（2014年10月4日、テレビ朝日）- 命の危険がある2人の30代女性の脳腫瘍摘出手術に密着
- スーパードクターズ〜神ワザ医療最前線SP（2015年6月30日、TBS）[23]
- カミワザJAPAN（2015年12月30日、フジテレビ）
- 林修の今でしょ!講座（2016年10月4日、テレビ朝日）
- 世界なぜそこに日本人（2018年6月18日、テレビ東京）[24]
- 奇跡体験!アンビリバボー（2023年2月2日、フジテレビ）[25]